# Mysmenopsis fernandoi
Espèce
Mysmenopsis fernandoi est une espèce d'araignées aranéomorphes de la famille des Mysmenidae.

## Distribution
Cette espèce est endémique d'Équateur,. Elle se rencontre dans les provinces de Santo Domingo de los Tsáchilas et de Cotopaxi entre 884 et 1 426 m  d'altitude.

## Description
Le mâle holotype mesure 1,3 mm et la femelle paratype 1,5 mm.

## Éthologie
Cette araignée kleptoparasite se rencontre sur la toile de Linothele sp..

## Étymologie
Cette espèce est nommée en l'honneur de Fernando Coloma Román.

## Publication originale
- Dupérré & Tapia, 2015 : Descriptions of four kleptoparasitic spiders of the genus Mysmenopsis (Araneae, Mysmenidae) and their potential host spider species in the genus Linothele (Araneae, Dipluridae) from Ecuador. Zootaxa, no 3972(3), p. 343-368.